# Pichincha (Équateur)
Pour les articles homonymes, voir Pichincha.
Pichincha est une ville située en Équateur, dans la province de Manabí. Elle est la capitale du canton de Pichincha.
La population de la ville était de 3 599 habitants au recensement de 2001.